# Konrad-Duden-Journalistenpreis
Der Konrad-Duden-Journalistenpreis ist eine Auszeichnung für junge Journalisten.
Seit 2012 wird er alle zwei Jahre vom Presseclub Niederrhein, dem Dudenverlag und der Stadt Wesel, dem Geburtsort Konrad Dudens, verliehen. Der Preis zeichnet Beiträge von Journalisten aus den Bereichen Print, Online, Fernsehen oder Hörfunk aus, die durch ihre außergewöhnliche Sprachbeherrschung auffallen. Er ist mit insgesamt 3500 Euro für drei Preisträger dotiert. Die Jury besteht unter anderem aus den Chefredakteuren der Rheinischen Post und der NRZ, der Direktorin des Konrad-Duden-Gymnasiums in Wesel sowie der Bürgermeisterin der Stadt.

## Preisträger
- 2022 – Jonas Breng: Eine Tochter Indiens, Stern, Mai 2020 (1. Preis), Dr. Vivian Pasquet: Der Feind im Nacken, Geo, August 2020 (2. Preis), Tobias Scharnagl: Mein Zuhause ist Deutschland, trotz allem, Die Zeit, Juni 2021 (3. Preis)
- 2020 – Dominik Stawski: Wenn das Herz versagt, Stern, März 2019 (1. Preis), Björn Stephan: Im toten Winkel, Süddeutsche Zeitung, Dezember 2018 (2. Preis), Anja Reumschüssel: Das Ziel im Blick, Geo, Februar 2019 (3. Preis)
- 2018 – Claas Relotius: Nummer 440, Der Spiegel (1. Preis), nach Fälschungsvorwürfen gab Relotius den Preis zurück[1]; Philipp Elsbrock: Der Rebenflüsterer, Der Feinschmecker (2. Preis); Björn Stephan: Bundeswehr undercover, Stern (3. Preis)[2][3]

- 2016 – Emilia Smechowski: Ich bin wer, den du nicht siehst, taz (1. Preis); Alexandra Rojkov: Glaubst du, dass du mir helfen kannst?, Der Tagesspiegel (2. Preis); Florian Bickmeyer: Mein Vater, der Stasi-Offizier, Beitrag aus dem Buch Nur raus hier! (3. Preis)[4]

- 2014 – Dennis Betzholz: Das Märchen vom guten Spiel, Stern (1. Preis); Laura Diaz: Ein halbes Kilo Mensch, Die Zeit Christ & Welt (2. Preis); Cliff Lehnen: Dialektik und Diätetik, Personalwirtschaft (3. Preis)[5]

- 2012 – Xaver Oehmen: Das Positive an der Braunkohle kann man sehen, Frankfurter Allgemeine Zeitung (1. Preis); Christian Herrendorf: Ein Tag in Deutschlands kleinster Stadt, Rheinische Post (2. Preis); Hanna Drimalla: Vom Vergessen und falschen Erinnern,[6] dasgehirn.info (3. Preis)[7]